# Whose Zoo?
Whose Zoo? è un cortometraggio muto ad un rullo del 1918, diretto da Craig Hutchinson con Stan Laurel. 
Rappresenta il terzo film girato dall'attore Stan Laurel dopo il cortometraggio Hickory Hiram girato sempre nel 1918.
Il cortometraggio fu distribuito il 22 maggio 1918.

## Cast
- Stan Laurel - Stanley
- Kathleen O'Connor - Katherine
- Rube Miller - Rube